# سليمان العتيبي الحنفي
سُليْمَان العُتَيْبِيُّ الحَنَفِيُّ المَكِّيُّ فقيه حنفي ولد في مكة وبدأ بتعليم المذهب الحنفي في المسجد الحرام.

## نشأته
ولد بمكة ونشأ بها، واجتهد في طلب العلوم، فأخذ عن الشيخ جمال وتفقه على يديه وحضر دروسه في الفقه والحديث والتفسير والنحو وغير ذلك وحضر دروس أحمد دحلان مفتي الشافعية ومفتي الحنفية محمد بن حسين الكتبي وغيرهم، حتى برع في العلوم وأتقنها تحديدا الفقه، فقد أتقن فيه، وذهب للتدريس بالمسجد الحرام، وأذنوا له مشايخه.

## وفاته
توفي بمكة في سنة 1292هـ في 26 صفر، ودفن بالمعلاة. وأعقب ذرية، وسُميت أحد شوارع حي الصالحة بمدينة جدة باسمه.